# 프랑스 AEROTECH
프랑스 에어로테크(France AEROTECH)는 항공 및 항공 우주 전문의 다섯 프랑스 학교를 말한다..

## 구성 대학
- 프랑스 국립 항공 대학교(École nationale de l'aviation civile) 1949년 설립
- 파리테크 국립고등기술공예학교(Arts et Métiers ParisTech) 1780년 설립
- 전자, 컴퓨터, 통신, 수학, 보르도 (Bordeaux)의 역학의 국립 대학(École nationale supérieure d'électronique, informatique, télécommunications, mathématiques et mécanique de Bordeaux) 1920년 설립
- 리옹 (Lyon)의 중앙 학교(École centrale de Lyon) 1857년 설립
- 낭트의 중앙 학교(École centrale de Nantes) 1919년 설립[2]